# صنعت خودروسازی ترکیه

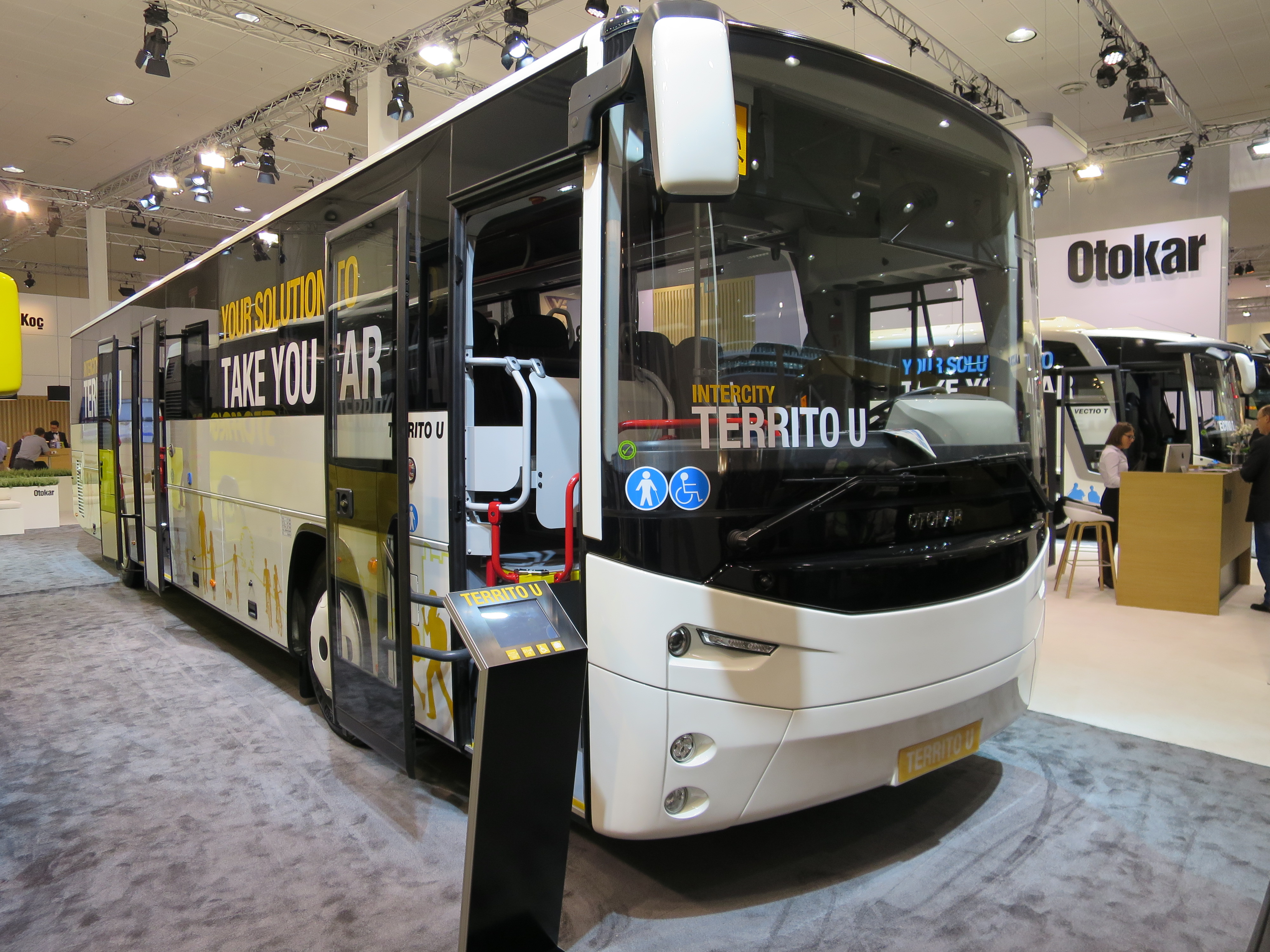
شرکت‌های خودروسازی ترکیه مانند تمسا، اوتوکار و بی‌ام‌سی از بزرگ‌ترین تولیدکنندگان ون، اتوبوس و کامیون در جهان هستند.

صنعت خودروسازی ترکیه نقش مهمی در بخش تولید اقتصاد ترکیه ایفا می‌کند. شرکت‌های فعال در بخش خودروسازی ترکیه عمدتاً در منطقه مرمره و به‌ویژه در بورسا قرار دارند.
در سال ۲۰۲۲، ترکیه ۱٬۳۵۲٬۶۴۸ دستگاه خودرو تولید کرد که به عنوان سیزدهمین تولیدکننده بزرگ در جهان رتبه‌بندی شد (تولید در سال ۲۰۱۷ با ۱٬۶۹۵٬۷۳۱ وسیله نقلیه موتوری به اوج خود رسید، زمانی که ترکیه باز هم در رتبه سیزدهم قرار گرفت). شرکت‌های خودروسازی ترکیه مانند تسما، اوتوکار و بی‌ام‌سی از بزرگ‌ترین تولیدکنندگان ون، اتوبوس و کامیون در جهان هستند. توگ یا گروه سرمایه‌گذاری مشترک اتومبیل ترکیه، اولین شرکت خودروسازی تمام الکتریکی ترکیه است.
با مجموعه‌ای از خودروسازان و تامین‌کنندگان قطعات، بخش خودروسازی ترکیه به بخشی جدایی ناپذیر از شبکه جهانی پایگاه‌های تولید تبدیل شده است و نزدیک به ۲۰ میلیارد دلار انواع خودرو و قطعات صادر می‌کند. در سال ۲۰۱۷، نزدیک به ۸۵ درصد از صادرات خودروسازی ترکیه به کشورهای اروپایی بوده است. خودروسازان بین‌المللی با کارخانه‌های تولیدی در ترکیه شامل فیات / توفاش، اویاک رنو، هیوندای، تویوتا و فورد اوتوسان هستند.
پایه‌های این صنعت در دهه ۱۹۵۰ و زمانی که تی‌اوئی (Türk Otomotiv Endüstrileri A. Ş.) شروع به تولید کامیون‌های نظامی REO و بعداً کامیون‌های ساخت اینترنشنال هاروستر نمود، گذاشته شد. تلاش کوتاهی در تولید خودرو متوقف شد. در سال ۱۹۶۱ اولین خودروی سواری داخلی با نام دوریم توسط شرکت سازنده قطار TCDD ساخته شد. با تأسیس کارخانه مونتاژ اتوسان در سال ۱۹۵۹، تولید انبوه خودروی داخلی آنادول در سال ۱۹۶۶ آغاز شد و پس از آن تولید انبوه رنو ۱۲ توسط شرکت سرمایه‌گذاری مشترک رنو اویاک مایس در سال ۱۹۶۹ آغاز شد.

## تاریخچه

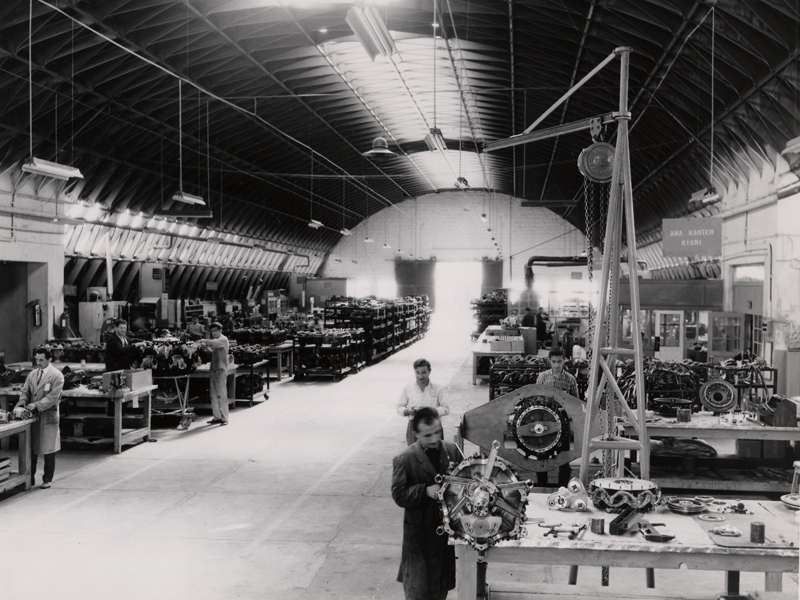
شرکت محدود هواپیما، اتومبیل و موتور ترکیه (Tayyare Otomobil Türk Anonim Şirketi, TOMTAŞ) در اوایل قرن بیستم.

در ۱۵ اوت ۱۹۲۵، کارخانه صنایع ساخت هواپیما، اتومبیل و موتور ترکیه (Tayyare Otomobil Türk Anonim Şirketi, TOMTAŞ) در ترکیه تأسیس شد.
در سال ۱۹۲۹ اولین خودرو در استانبول توسط شرکت فورد موتور مونتاژ شد. در آن دوران، روزانه ۴۸ دستگاه خودرو تولید می‌شد. با این حال، تولید خودرو در کارخانه فوق به دلیل رکود بزرگ دهه ۱۹۳۰ به پایان رسید.
در سال ۱۹۵۴ کارخانه جیپ برای تولید خودروهای ویلیس-اوورلند ترکیه در شهر توزلا، ترکیه تأسیس شد.
در سال ۱۹۵۹ کارخانه اتوسان در استانبول برای تولید مدل‌های شرکت فورد موتور تحت لیسانس در ترکیه تأسیس شد. تولید فورد کنسول در کارخانه اتوسان در سال ۱۹۶۰ آغاز شد.

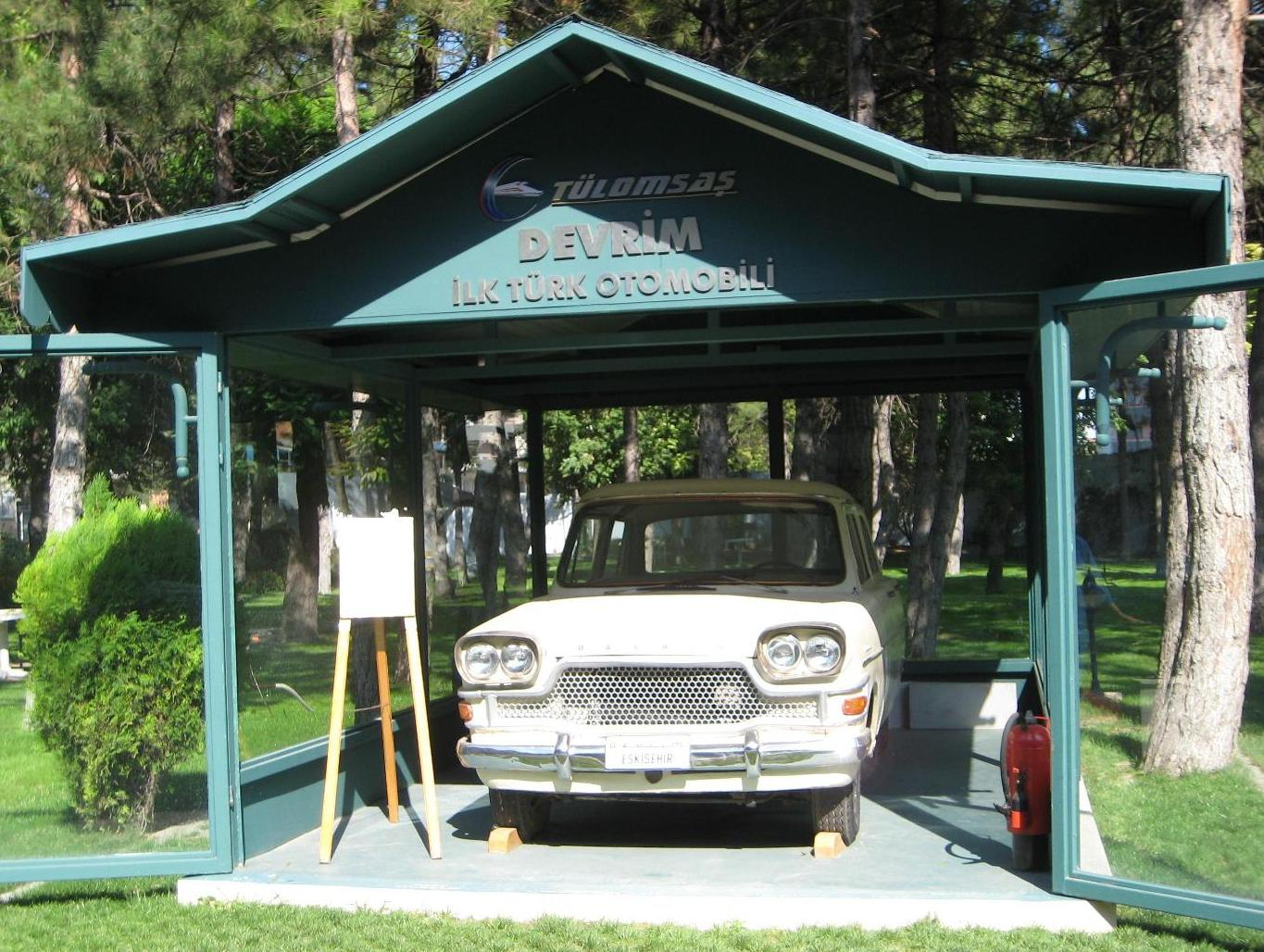
آخرین نمونه از دوریم در TÜLOMSAŞ

در سال ۱۹۶۱، چهار نمونه اولیه سدان دوریم در کارخانه Tülomsaş در اسکی‌شهر ساخته شد. این خودرو، اولین خودروی بومی ترکیه بود که طراحی و ساخته شد، اما وارد خط تولید نشد.
در سال ۱۹۶۴ تولید خودروهای آستین و موریس شرکت موتور بریتانیا در کارخانه بی‌ام‌سی در ازمیر آغاز شد. برند بی‌ام‌سی بعداً به‌طور کامل توسط گروه Çukurova ترکیه در سال ۱۹۸۹ خریداری شد و در حال حاضر تمام مدل‌های بی‌ام‌سی در جهان را تولید می‌کند.

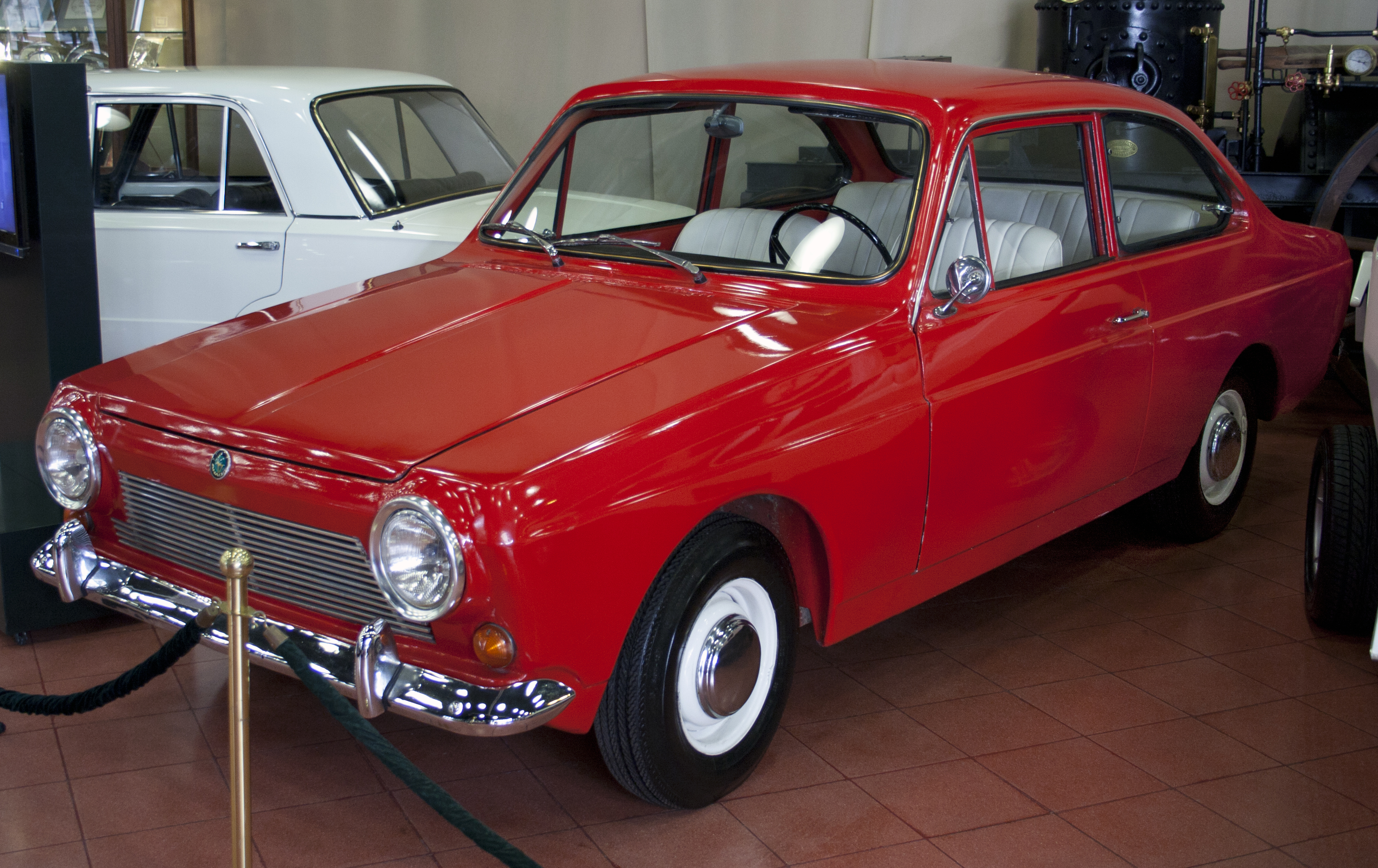
آنادول ای۱ (تولید شده در فورد اتوسان)

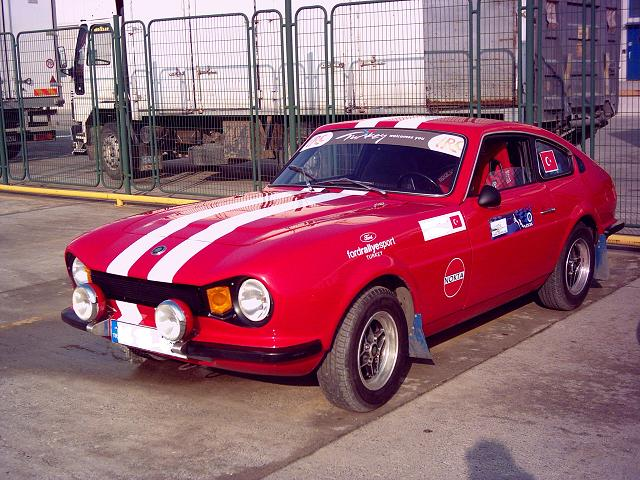
آنادول اس‌تی‌سی-۱۶ (تولید شده در فورد اوتوسان)

در سال ۱۹۶۶ آنادول اولین برند خودروسازی ترکیه‌ای شد که به تولید انبوه رسید. تمامی مدل‌های آنادول توسط کارخانه اتوسان در استانبول تولید شده‌اند.

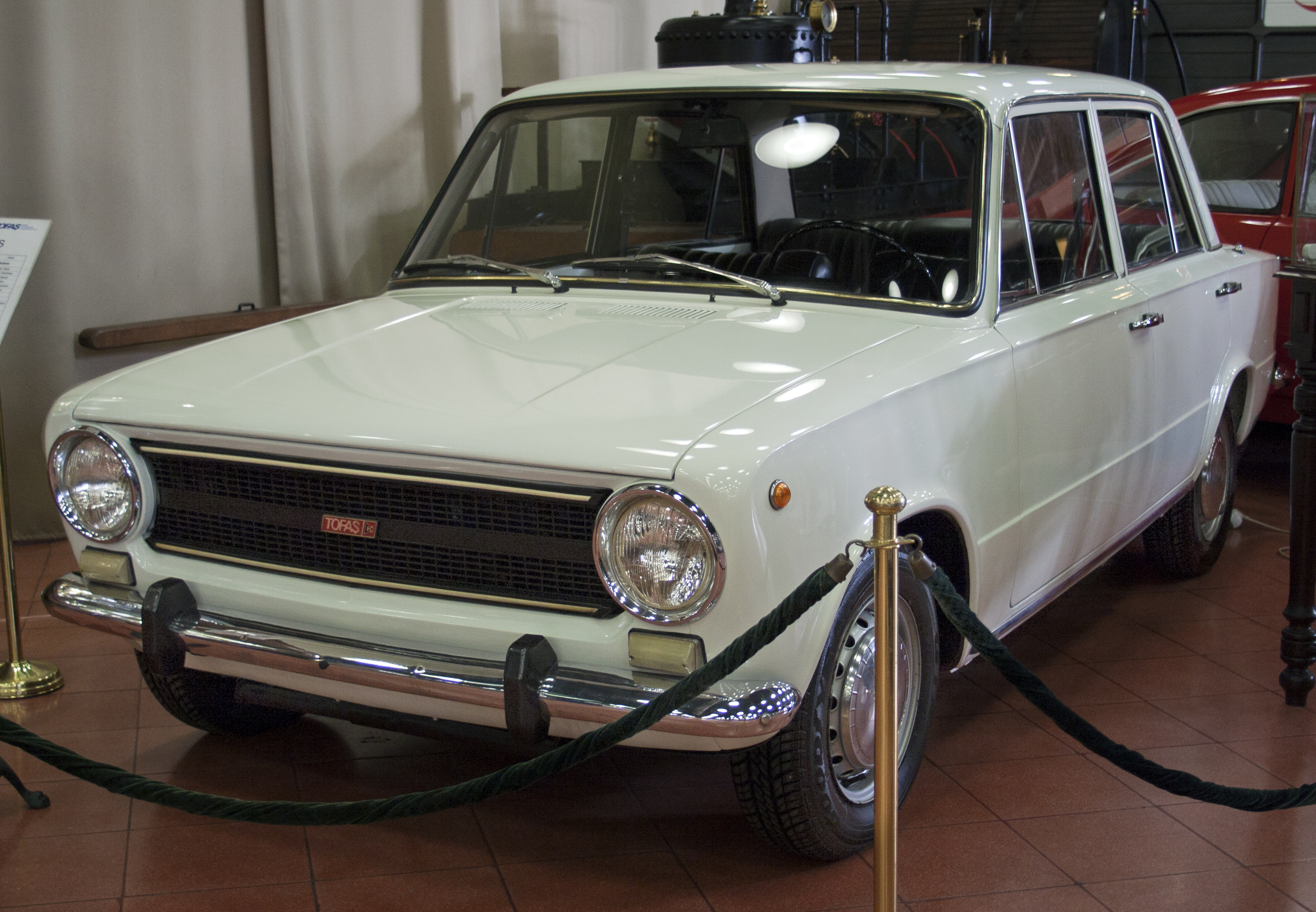
توفاش مورات ۱۲۴

در سال ۱۹۶۸، کارخانه توفاش در بورسا برای تولید مدل‌های فیات تحت لیسانس افتتاح شد.

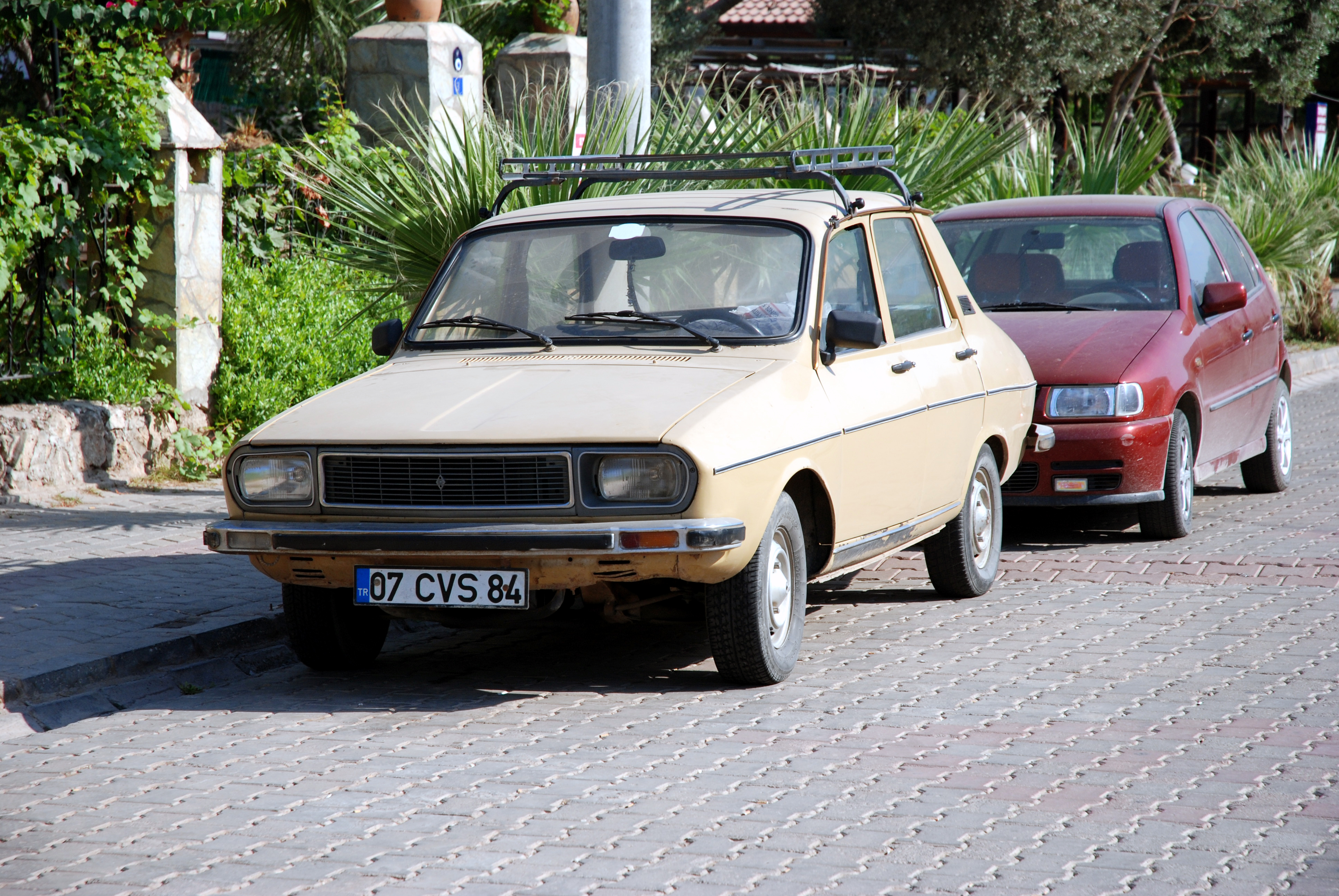
اویاک-رنو ۱۲

در سال ۱۹۶۹ کارخانه اویاک-رنو در بورسا برای تولید مدل‌های رنو تأسیس شد.

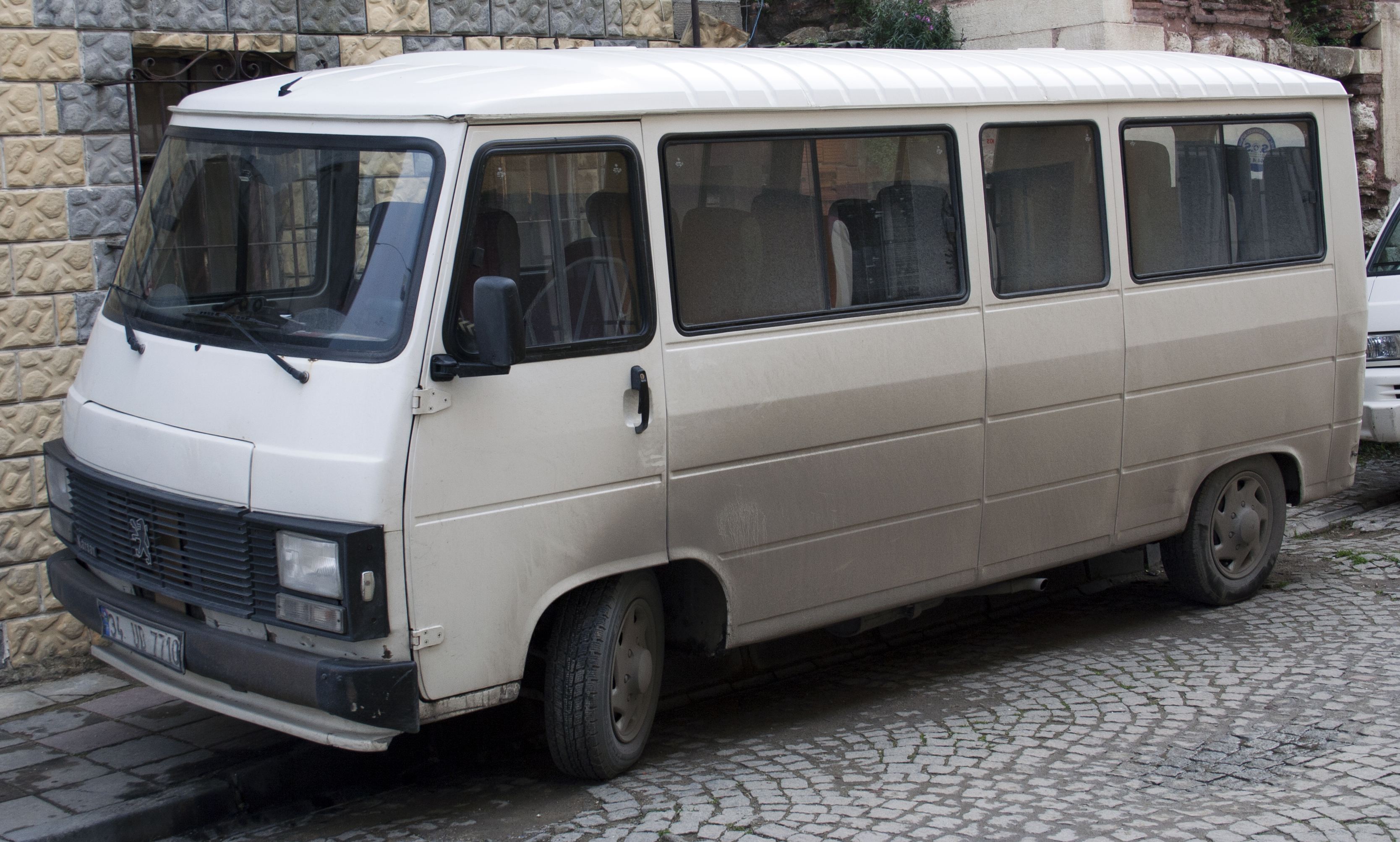
کارسان پژو جی۹

سایر خودروسازان جهانی مانند تویوتا، هوندا، اوپل، هیوندای، مرسدس-بنز و ام‌آان تراک اند باس در کارخانه‌های در ترکیه خودروی سواری، وانت، اتوبوس و کامیون تولید می‌کنند. همچنین تعدادی از مارک‌های اتوبوس و کامیون ترکیه‌ای مانند بی‌ام‌سی، اوتوکار و تمسا وجود دارد.
تا سال ۲۰۰۴، ترکیه ۵۱۸ هزار دستگاه خودرو در سال صادر می‌کرد که بخش عمده این صادرات به کشورهای عضو اتحادیه اروپا بود.
در سال ۲۰۰۶، بانک سرمایه‌گذاری اروپا به توفاش ۱۷۵ میلیون یورو وام داد تا به‌طور مشترک با پی‌اس‌ای پژو سیتروئن و فیات اتو خودروهای تجاری کوچک تجاری برای بازار اروپا توسعه داده و تولید کند. این وام، برای تامین‌مالی تمام سرمایه‌گذاری‌های تخمین زده شده تا ۴۰۰ میلیون یورو در نظر گرفته شده بود که منجر به گسترش مهم قابلیت‌های تولید شرکت و ایجاد حدود ۵۰۰۰ شغل جدید شود. این خودروها در کارخانه توفاش در بورسا با ظرفیت اضافی، اولیه و سالانه ۱۳۵ هزار دستگاه خودرو تولید خواهند شد که در اواخر سال ۲۰۰۷ از خط مونتاژ خارج می‌شوند.

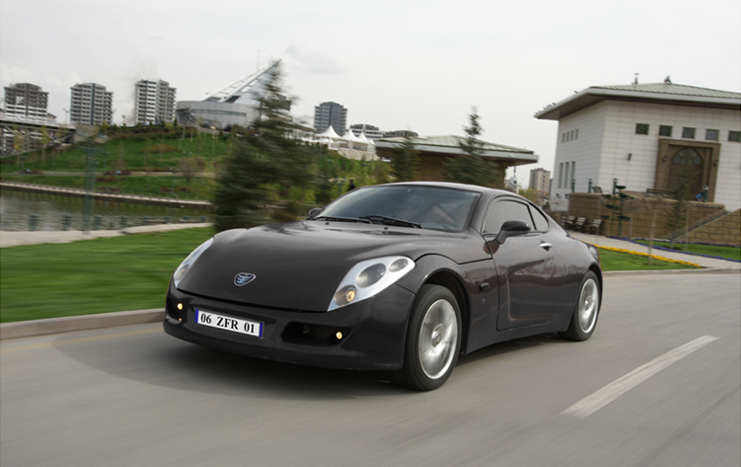
اتوکس ظفر کوپه

اولین معرفی رسمی اتوکس ظفر در ۳۰ اوت ۲۰۰۷ انجام گرفت.
مانند بسیاری از کشورها، صنعت خودروسازی ترکیه نیز به‌طور قابل توجهی تحت تأثیر بحران مالی جهانی قرار گرفت. در مارس ۲۰۰۹، انجمن صنعت خودروسازی ترکیه (OSD) اعلام کرد که تولید خودرو در دو ماه اول سال ۲۰۰۹ نسبت به سال گذشته ۶۳ درصد کاهش یافته و صادرات نیز نسبت به مدت مشابه، ۶۱٫۶ درصد کاهش یافته است.
به گفته صادرکنندگان صنعت خودرو اولوداغ، در سال ۲۰۱۹، میزان صادرات خودرو با افزایش قابل توجه میزان صادرات به هلند و ایالات متحده افزایش یافت که به ترتیب شاهد افزایش ۱۳۱ و ۵۵ درصدی بودند.
توگ، یک خودروساز ترکی خودروهای لوکس برقی، در ۲۷ دسامبر ۲۰۱۹ در طی یک رویداد عمومی در گبزه در استان کوجایلی معرفی شد. در طی این مراسم، رئیس‌جمهور ترکیه از نمونه‌های اولیه یک سدان جمع و جور با نام تی۱۰اس و یک اس‌یووی جمع و جور با نام تی۱۰ایکس، طراحی شده توسط مورات گونک و شرکت طراحی پینینفارینا رونمایی نمود. افتتاح کارخانه توگ در گملیک در ۲۹ اکتبر ۲۰۲۲، مصادف با روز جمهوری ترکیه افتتاح شد. این کارخانه در مدت زمان کمی بیش از ۲ سال ساخته شد و ساخت آن در ۱۸ ژوئیه ۲۰۲۰ در مجموع ۱٫۲ میلیون متر مربع آغاز شد. در طول این رویداد، این شرکت با چشم‌انداز، مأموریت، اهداف تولید و همچنین رویکرد خود به کاربران معرفی شد. در این روز همچنین اولین خودروی توگ، تی۱۰ایکس با رنگ قرمز آنادولو، از خط مونتاژ خارج شد. علاوه بر این، عموم مردم از ورود یک مدل کوپه ۴ در به نام سی-ایکس‌کوپه در سال ۲۰۲۶ مطلع شدند.

## تولیدکنندگان

### فعال
- بی‌ام‌سی
- بورا
- دیاردی
- ارکونت
- اتوکس
- سیستم‌های دفاعی اف‌ان‌اس‌اس
- فورد اتوسان
- هیوندای
- ایسوزو
- کارسان
- کرال
- اونوک
- اتوکار
- اویاک-رنو
- پایلوت کار
- تمسا
- توفاش
- توگ
- تویوتا
- ولکیکار

### از بین رفته
- آنادول
- آسکام
- دوریم
- ئی‌وی‌تی موتور
- هوندا
- ایمزا
- اتوکار رنو وسایل نقلیه صنعتی
- اوتوسر
- اوزالتین

## تولید

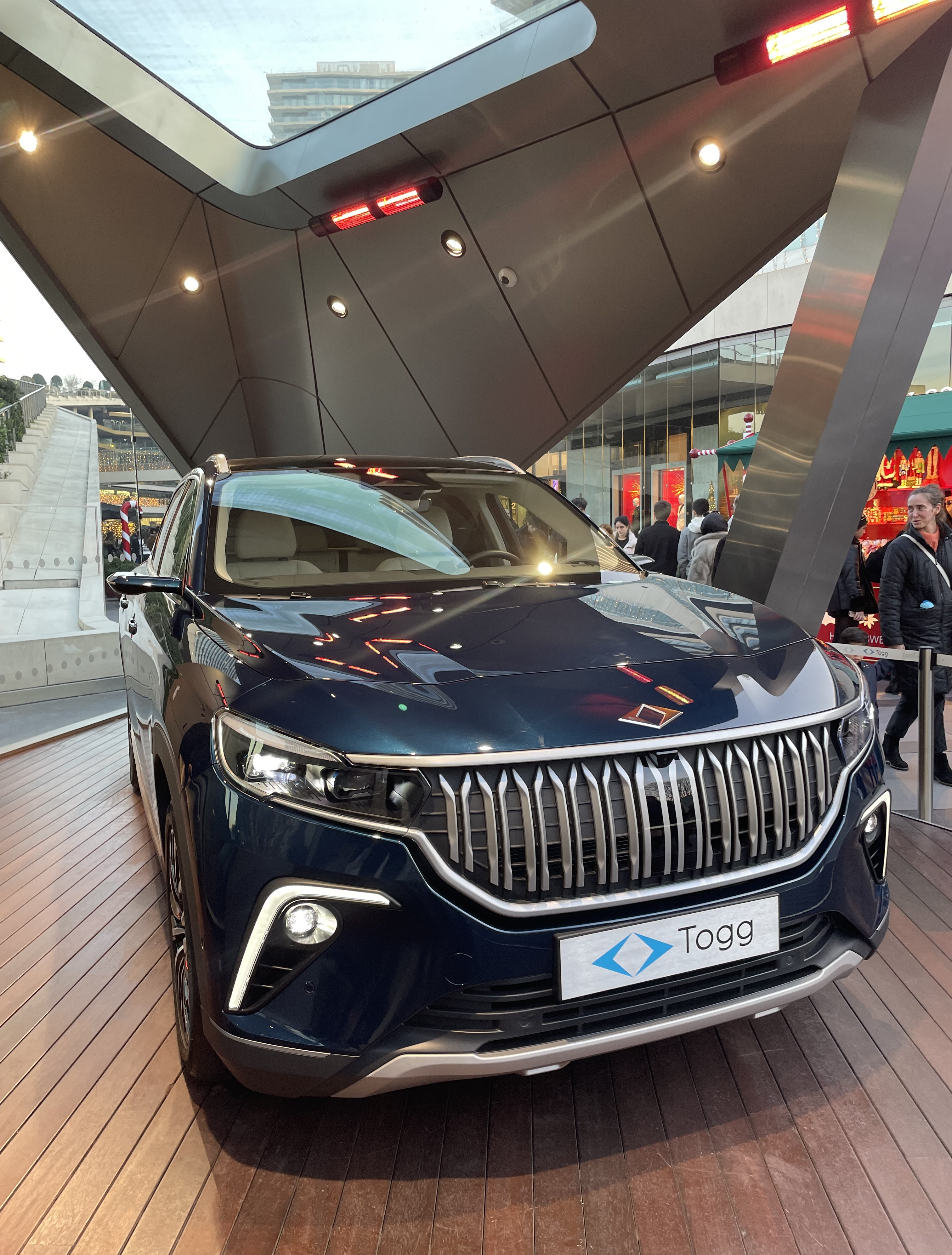
نمایش مدل توگ سی-اس‌یووی در مرکز خرید زورلو در استانبول. توگ یک شرکت خودروسازی ترکیه‌ای است که در سال ۲۰۱۸ برای تولید خودروهای برقی تأسیس شد.

نقشه جهانی تولید وسایل نقلیه موتوری در سال ۲۰۰۷

در سال ۲۰۲۲، ترکیه ۱٬۳۵۲٬۶۴۸ دستگاه خودرو تولید کرد و در رتبه سیزدهمین تولیدکننده بزرگ جهان قرار گرفت.
تولید سالانه در ترکیه پیش از این در سال ۲۰۱۷ به ۱٬۶۹۵٬۷۳۱ دستگاه خودرو رسیده بود که این کشور در آن سال نیز در رتبه سیزدهم جهان قرار داشت.
ترکیه ۱٬۱۲۴٬۹۸۲ وسیله نقلیه موتوری در سال ۲۰۱۰ تولید کرد و در آن سال به عنوان هفتمین تولیدکننده بزرگ خودرو در اروپا، پس از آلمان (۵٬۸۱۹٬۶۱۴)، فرانسه (۳٬۱۷۴٬۲۶۰)، اسپانیا (۲٬۷۷۰٬۴۳۵)، بریتانیا (۱٬۶۴۸٬۳۸۸)، روسیه (۱٬۵۰۸٬۳۵۸) و ایتالیا (۱٬۲۱۱٬۵۹۴) شناخته شد.
در سال ۲۰۰۸، ترکیه ۱٬۱۴۷٬۱۱۰ وسیله نقلیه موتوری تولید کرد که به عنوان ششمین تولیدکننده بزرگ اروپا (پس از بریتانیا و بالاتر از ایتالیا) و پانزدهمین تولیدکننده بزرگ در جهان قرار گرفت.
مجموع ظرفیت ۶ شرکت تولیدکننده خودروهای سواری در سال ۲۰۰۲ به ۷۲۶٬۰۰۰ دستگاه در سال رسید این ظرفیت در سال ۲۰۰۶ به ۹۹۱٬۶۲۱ دستگاه در سال رسید. در سال ۲۰۰۲، فیات/توفاش ۳۴ درصد، اویاک/رنو ۳۱ درصد، هیوندای/آسان و تویوتا هر کدام ۱۴ درصد، هوندا ۴ درصد و فورد/اوتوسان ۳ درصد از این ظرفیت را در اختیار داشتند.
با مجموعه‌ای از خودروسازان و تأمین کنندگان قطعات، بخش خودروسازی ترکیه به بخشی جدایی ناپذیر از شبکه جهانی پایگاه‌های تولید تبدیل شده است و بیش از ۲۲٬۹۴۴٬۰۰۰٬۰۰۰ دلار وسایل نقلیه موتوری و قطعات در سال ۲۰۰۸ صادر کرده است.

## خودروی ملی ترکیه

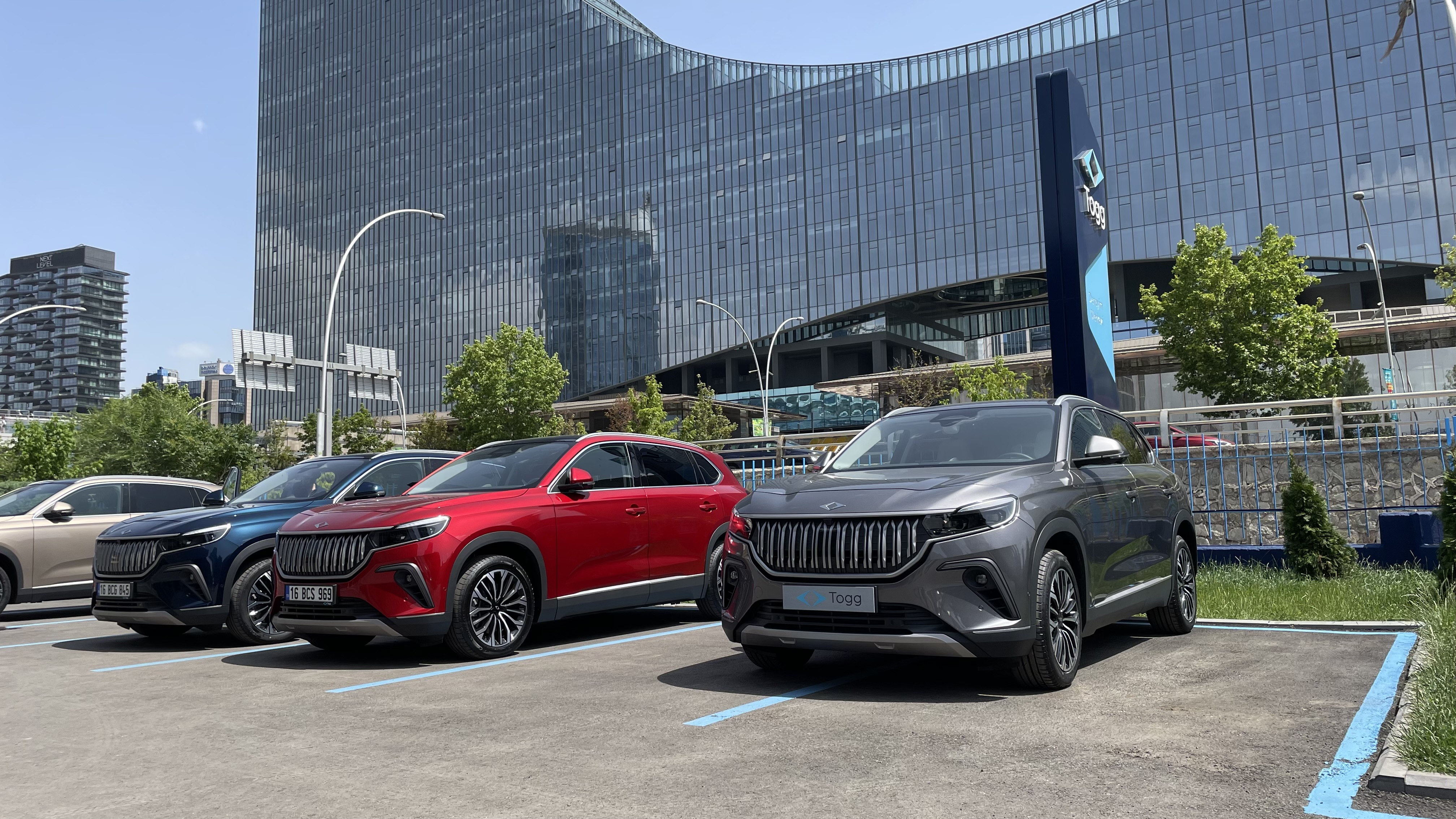
مدل‌های توگ در آنکارا

خودروهای دیزلی موجود باعث آلودگی هوا در ترکیه می‌شوند. در ۲ نوامبر ۲۰۱۷، ترکیه اعلام کرد که پنج شرکت ترکیه‌ای با هماهنگی اتحادیه اتاق‌ها و بورس‌های کالای ترکیه تصمیم گرفتند در کنسرسیوم تولید خودروهای برقی ساخت داخل که در سال ۲۰۱۸ با نام توگ تأسیس شد، شرکت کنند. اولین نمونه‌های اولیه، طراحی شده توسط پینینفارینا، در سال ۲۰۱۹ به رسانه‌ها ارائه شد و قرار بود که فروش تجاری تا سال ۲۰۲۲ آغاز شود.
خودروهای برقی در پنج مدل (هاچ‌بک سگمنت سی، سدان سگمنت سی، ام‌پی‌وی سگمنت سی، اس‌یووی سگمنت سی و اس‌یووی سگمنت بی) تولید خواهند شد و میزان تولید اولیه ۱۷۵٬۰۰۰ خودرو در سال خواهد بود. تولید ممکن است برای جلوگیری از خطر بالای قبوض واردات نفت ترکیه در اواسط دهه ۲۰۲۰ کافی نباشد.
کنسرسیوم توگ شامل شرکت‌های ترکیه‌ای زیر است:
- گروه آنادولو
- بی‌ام‌سی
- ترکسل
- زورلو هلدینگ

## ۲ و ۳ چرخ
ترکیه دوچرخه برقی، اسکوتر و سه چرخه تولید می‌کند.

## کامیون‌ها
کامیون‌های برقی تولید می‌شوند.

## باتری‌ها
با وجود ذخایر زیادی از گرافیت آمورف، استخراج به اندازه کافی انجام نمی‌شود و حلقه‌های گمشده‌ای در پردازش آن به الکترودهای منفی (که گاهی آند نامیده می‌شود) وجود دارد.

## شبکه شارژ
تا تاریخ ۲۰۲۰ اگرچه شبکه شارژ عمومی شارژ سریع دی‌سی در بزرگراه استانبول آنکارا به اندازه کافی دارد، اما در بسیاری از مناطق دیگر کشور نادر است یا وجود ندارد. با این حال از نظر فنی گسترش آن آسان است.

## اقتصاد
تا تاریخ ۲۰۲۱ مالیات مصرف ویژه (ترکی) - مالیات فروش بر لوازم مانند اتومبیل‌های خصوصی -
- موتور تا ۸۵ کیلووات - ۶۰٪
- ۸۵ کیلووات تا ۱۲۰ کیلووات - ۱۵۰٪
- ۱۲۰ کیلووات و بیش از آن - ۲۲۰٪[۲۸]

تعرفه وارداتی ۴۰ درصدی برای خودروهای برقی چینی وضع شده است؛ در حالی که اتحادیه اروپا و ایالات متحده به‌ترتیب تعرفه‌های ۱۰ درصدی و ۲۷٫۵ درصدی بر روی آنها اعمال می‌کنند.